# 세교천
세교천(細橋川)은 홍제천으로 합류하던 하천으로, 홍제천이 한강으로 합류하는 부근의 유로가 완전히 변경되면서 사라졌다.